# 異音
異音（いおん、英: allophone）とは、音韻論の用語で「ある音素がいくつかの異なる音声として現れるときに、その個々の互いに異なる音声」を指す。

## 概要
音韻環境によって相補分布を示すものを条件異音（conditional allophone）、それ以外のものを自由異音（free allophone）という。「異音」は音素として区別されないため、発音の別は母語話者には無意識に行われている。
但し、当該言語（方言）に於いて「異音」に過ぎないものが、他の言語（方言）に於いては意味弁別に機能する「別の音素」である場合があり、外国人や他方言話者から当人が無意識に発音し分けている「異音」を指摘されることがある。
例えば、後述のように、日本語に於いては [n]音（「ハンテン（反転）」の/ン/）と[ŋ]（「カンカク（感覚）」の/ン/音は「条件異音」であり、日本語母語話者にはこの二つの/ン/が別の音だという意識は全くないが、朝鮮語や中国語に於いては [n]音と[ŋ]音は意味弁別に機能する「別の音素」であり、これを発音し間違えると言葉の意味が変わってしまう。
韓国人によくある姓の「全」さんと「鄭」さんは日本人の耳には同じ/チョン/としか聞こえないが、朝鮮語で「全」は「전」(「ㄴ」 は[n]音)、「鄭」は「정」（「ㅇ」は[ŋ]音）であり、これを間違えると「全さん」を呼んだつもりが「鄭さん」が返事をする（或いはその逆）というような現象が起こる。しかし、言語形成期に言語脳に終声の「ㄴ」と「ㅇ」は別の音という音韻規則を刷り込まれている朝鮮語話者は、これを言い間違えることは殆どなく、日本語の「反転」と「感覚」の/ン/を別の音として聞き分けることができる。
なお、同一言語の方言間等で、話者は同一音と意識しているが正確には異音として現れている場合、その観念上の同一音のことを類音（英: diaphone, Diaphoneme）と言う。

## 条件異音

### 条件異音の例

#### 「ん」
日本語の「ん」は音声学上、後続音の種類によって以下のように異なった音に発音される。
| 名称                   | 特徴                                                                                                 | 語例                         |
| ---------------------- | --- | ---------------------------- |
| 口蓋垂音 [ɴ]           | 単発、ウ・オ段に続く語尾の場合口蓋垂を閉じて、鼻から音を出す。                                       | ん？、君、トン               |
| 両唇音 [m]             | バ・パ・マ行が続く場合口蓋垂と唇を閉じて、鼻から音を出す。                                           | 販売、天ぷら、さんま         |
| 歯茎音 [n]             | た、て、と、だ、で、ど、に以外のナ行、ラ行が続く場合舌先を歯茎に当てて、鼻から音を出す。             | 反転、判断、関連、反応       |
| 硬口蓋音 [ɲ]           | にが続く場合舌先を硬口蓋に当てて、鼻から音を出す。                                                   | にんにく                     |
| 軟口蓋音 [ŋ]           | ア・イ・エ段に続く語尾、カ・ガ・ザ行、ち、つ、ぢ、づが続く場合舌根を軟口蓋に当てて、鼻から音を出す。 | 感覚、暗号、存在             |
| 鼻母音 [ã, ẽ, ĩ, õ, ɯ̃] | ア・サ・ハ・ヤ・ワ行が続く場合、直前の母音を延長しつつ鼻にかけて発音する。                           | 半音、電話、金融、上海、分数 |

#### 上代特殊仮名遣　オ段甲乙
上代特殊仮名遣のオ段音の甲乙の別を条件異音とする説がある。

### 日本語五十音
なお、この項の前の版に
「日本語のハ行子音 /h/ には無声声門摩擦音 [h]，無声硬口蓋摩擦音 [ç]，無声両唇摩擦音 [ɸ] という3つの異音がある。日本語の /h/ の場合、[h] は母音 /a, e, o/ の直前において、[ç] は母音 /i/ の直前において、[ɸ] は母音 /u/ の直前においてあらわれるというように「住み分け」がなされている（相補分布）。・・・中略・・・このようにして、いかなる音環境で現れるかという条件が決まっている異音を条件異音という。」
とあったが、こう言ってしまうことには語弊がある。
日本語母語話者が/ハヒフヘホ/と発音する時、/ハ/・/ヘ/・/ホ/の子音は[h]、/ヒ/の子音は[ç]、/フ/の子音は[ɸ]であり、音韻論的なハ行子音/h/には[h]・[ç]・[ɸ]の三つの異音があるということになり、確かに/ヒ/の子音が/ハ/・/ヘ/・/ホ/と異なることには言語学者でもない限り気づかないので、「異音」だと言ってしまってよい。しかし/フ/の子音が/ハ/・/ヒ/・/ヘ/・/ホ/と異なる両唇音の[ɸ]であることは一般人でも気づき、ヘボン式ローマ字でも/ハ/・/ヒ/・/フ/・/ヘ/・/ホ/は/ha/・/hi/・/fu/・/he/・ho/と書く。
母語話者自身が区別できる音の違いは異音ではなく「別の音素」（other phoneme)であるから、[ɸ]は/h/の異音ではない。
また、タ行子音の/t/にも[t]・[t͡ɕ]・[ts]の三つの異音があるということになるが、/タ/・/テ/・/ト/の子音[t]と、/チ/の子音[t͡ɕ]と/ツ/の子音[ts]が異なることは一般人でも気づき、ヘボン式ローマ字では/タ/・/チ/・/ツ/・/テ/・/ト/は/ta/・/chi/・/tsu/・/te/・/to/と書く。故に[t͡ɕ]・[ts]は/t/の異音ではなく、別の音素である。
|          | /a/  | /i/   | /u/   | /e/  | /o/  |
| -------- | ---- | ----- | ----- | ---- | ---- |
| あ行 /Ø/ | [ä]  | [ɪ̟]   | [ɯ̹̽]   | [e̞]  | [o̞͑]  |
| か行 /k/ | [kä] | [kʲi] | [kɯ̹̽]  | [ke̞] | [ko̞͑] |
| さ行 /s/ | [sä] | [ɕɪ̟]  | [sï]  | [se̞] | [so̞͑] |
| た行 /t/ | [tä] | [t͡ɕɪ̟] | [tsï] | [te̞] | [to̞͑] |
| な行 /n/ | [nä] | [nʲɪ̟] | [nɯ̹̽]  | [ne̞] | [no̞͑] |
| は行 /h/ | [hä] | [çɪ̟]  | [ɸɯ̹̽]  | [he̞] | [ho̞͑] |
| ま行 /m/ | [mä] | [mʲɪ̟] | [mɯ̹̽]  | [me̞] | [mo̞͑] |
| や行 /j/ | [jä] |       | [jɯ̹̽]  |      | [jo̞͑] |
| ら行 /r/ | [ɺä] | [ɺʲɪ̟] | [ɺɯ̹̽]  | [ɺe̞] | [ɺo̞͑] |
| わ行 /w/ | [β̞ä] |       |       |      |      |

五十音を単独で発音した場合の日本人（標準日本語話者）の日常の音声学的発音をIPA（国際音声字母)で書くと上のようになるが、見てわかる通り、イ列音の子音（頭子音のないア・ヤ・ワ行を除く）はア・ウ・エ・オ列音とは異なる「別の子音」（other consonant)である。
例えば、カ行音なら/カ/・/ク/・/ケ/・/コ/は、[kä]・[kɯ̹̽]・[ke̞]・[ko̞͑]で[k]という同じ子音であるが、/キ/は[kʲi ]で[ kʲ ]という子音であり、これは拗音/キャ/[kʲjä]・/キュ/[kʲjɯ̹]・/キョ/[kʲjo̞͑]と同じ子音である。/キェ/[ kʲje̞]という音節は外来語やオノマトペでもあまり使われないが発音できないことはない。

サ行音、ナ行音、マ行音、ラ行音なども舌の位置に注意して発音実験してみれば、イ列音の子音だけが他の四音と異なり、拗音/シャ・シュ・ショ/、/ニャ・ニュ・ニョ/、/ミャ・ミュ・ミョ/・/リャ・リュ・/リョ/と同じ子音であることが解るはずである。
特にサ行の/シ/[ɕɪ̟]は拗音/シャ/[ɕä]・/シュ/[ɕɯ̹̽]・（/シェ/[ɕe̞]）・/ショ/[ɕo̞͑]と同じで子音であり、ヘボン式ローマ字でも/shi/と書かれ、九州の一部方言では/サシスセソ/を/シャ・シ・シュ・シェ・ショ/の様に発音する（奈良時代の関西方言でもそうだったという説がある）ので、これが他のサ行子音とは異なる音であることに気づいている人も多い。
イ列音の子音が他の四音と異なるのは、五母音のうち[i]だけが高母音（舌の位置が高い）であり、それに伴って 前舌面が硬口蓋に向かって盛り上がって近づく 「口蓋化」という現象が起こるからである。
ただ、サ行・タ行以外のイ列音子音がア・ウ・エ・オ列子音と異なり、拗音と同じ子音であることにも気づいている人は少ないので、これは「異音」と言っても構わないかもしれない
しかし、タ行イ列の/チ/[t͡ɕɪ̟]は/チャ/[t͡ɕä]・/チュ/[t͡ɕɯ̹̽]・/チェ/[t͡ɕe̞]・/チョ/[t͡ɕo̞͑]と同じ子音、ウ列の/ツ/ [tsï]は/ツァ/[tsä]・/ツィ/[tsï]・/ツェ/[tse̞]・/ツォ/[tso̞͑]と同じ子音である。さらに[t]をイ列・ウ列に用いて/タ/[ta]・/ティ/[ti]・/トゥ/[tɯ̹̽]・/テ/[te]・/ト/[to]とも発音できる。
要するに音韻論的にはタ行音とされる/タチツテト/には、タ行音、チャ行音、ツァ行音が入り混じっているのであり、これらは誰でも聞き分けられ、発音し分けられ、意味弁別にも機能するのであって、断じて異音ではない。
例えば、「他」[tä]・「茶」[t͡ɕä]・「ツァ」[tsä]（「おとっつぁん」の/ツァ/）、「血」[t͡ɕɪ̟]・「ティ」[t͡ɕɪ̟]（「パーティー」の/ティ/・/ツィ/(女性名「ベッツィ」の/ツィ/）などは、日本語母語話者なら多くの人が聞き分けられ、発音し分けられ、意味弁別に機能しており、あまつさえ文字で書き分けられるのであり、異音ではありえない。（異音は//で囲まれた当該言語の音韻記号では記述できず、[ ]で囲まれた国際音声字母で記述するしかない）
ハ行音も、/ハ/[hä]・/ヘ/[he̞]・/ホ/[ho̞͑]は同じ[h]という子音であるが、/ヒ/[çɪ̟]は拗音/ヒャ/[çä]・/ヒュ/[çɯ̹̽]・/ヒェ/[çɪ̟]・/ヒョ/[çɪ̟]と同じ子音（但し[çɯ̹̽]の発音は難しい）、/フ/[ɸɯ̹̽]は/ファ/[ɸä]・/フィ/[ɸɪ̟]・/フェ/[ɸe̞]・/フォ/[ɸo̞͑]と同じ子音であり、「歯」[hä]と「百」の/ヒャ/[çä]、ドレミファの/ファ/[ɸä]は聞き分けられ、発音し分けられ、意味弁別に機能するのであって、異音ではなく別の音素である。
国語学界では有名な話だが、日本固有語や漢語に/ミュ/という音節があるかどうかが問題となり、金田一春彦博士が山梨県に「大豆宇田」（おおまみゅうだ）という地名があるのを発見して、「日本固有語にも/ミュ/という音節がある」という結論になったが、日本固有語に/ミュ/という音節があろうとなかろうと、日本語には[m]という子音と[j]という半母音が存在し、それと[ɯ̹̽]という母音を組み合わせれば/ミュ/[mjɯ̹]という音節は作れるのである。
外来語の「パーティー」の/ティ/、「タトゥー」の/トゥ/、「フューチャー」の/フュ/、「フェイク」の/フェ/、「フォーク」の/フォ/などという音節は日本固有語、漢語には存在しないが発音できるのは、それらの子音音素は存在しているからで、それを母音や半母音と組み合わせればこれらの外来語の音節を作れるからである。
まして、オノマトペに於いては/ブフェー/とか/グヮラン/とか様々な音節を作ることができるが、これらも日本語話者が作る限り、日本語に存在する音素を組み合わせて作るのであり、それが文字で書き分けられるなら「異音」ではない。
　/ハヒフヘホ/に現れる三つの子音は相補分布している、と言えなくはないが、相補分布するかどうかは規則的に現れる「条件異音」か、ランダムに現れる「自由異音」かの判断基準であって「異音」か「別の音素」かの判断基準ではない。しかし、1975年の松本克己の「古代日本語母音組織考」によって初めて「allophone」という用語・概念を知った国語学者の多くは、松本がその概念を完璧に誤解していることに気づかず、その言うことを真に受けて「相補分布する音はすべて条件異音である」と誤解せぬよう注意されたい。（→日本語の音韻）